# Familia de ordenadores
Una familia de ordenadores es un grupo de ordenadores que utilizan un mismo microprocesador o familia de microprocesadores y que suelen ser compatibles entre sí, además de compartir su filosofía de diseño.
En las familias de ordenadores lo normal es que se pueda utilizar el mismo software en todos ellos, variando única 
mente en las diferentes prestaciones de cada uno de los equipos que la componen. 
Las familias de ordenadores más conocidas son la familia de ordenadores Apple basados en la familia de procesadores 68000 de Motorola y la familia de ordenadores IBM PC basados en los procesadores X86 de Intel.